# El laberinto de huesos
El laberinto de huesos ("The Maze of Bones"), es una saga de novelas de temática fantástica que fue publicada por la editorial Planeta en España, en febrero del año 2011. La serie, conformada por nueve novelas, fue escrita por Rick Riordan en colaboración con otros seis autores. 

## Trama

### Información
Muchos de los nombres mencionados en la historia, se dice que son parte en realidad de la familia Cahill, "la familia más poderosa del mundo". En la actualidad viven en Boston, Massachusetts, en una gloriosa mansión llamada El Rancho Cahill. Personajes como "Marie Curie", "Wolfgang Amadeus Mozart" y "Napoleón Bonaparte", se encontraban en una de las cuatro ramas de la familia de los Lucians.

### Resumen
La historia comienza con Grace Cahill en su lecho de muerte, por lo que se le solicita a William McIntyre que cambie su voluntad a la versión alternativa, lamentablemente muere poco después de que se cambie. Después de que él está seguro de que ella está realmente muerta, el Hombre de Negro da pasos de las sombras y las conversaciones con el Sr. McIntyre. 
Los personajes principales, Amy y Dan Cahill, son los nietos de Grace, van a su funeral en la mansión con la hermana de Grace y su tutor tía Beatriz. Antes del funeral, Amy y Dan ejecutan en los Holt. Los padres, Eisenhower y Mary Todd-, y sus hijos, Hamilton, Madison y Reagan. A continuación, una selección no aleatoria de Cahill, entre ellos Amy y Dan, se llaman a distancia y en privado para la lectura del testamento. También se llaman a distancia a los Holt, los Kabras (apodado Cobras), Isabel, Natalie, e Ian, Alistair Oh (inventor de burritos para microondas), Irina Spasky (exagente de la KGB), Los trillizos de Starling (Ned, Ted y Sinead), Jonás el asistente (anfitrión del famoso rapero del reality show "Quién quiere ser un Gangsta?"), tío José, tía Ingrid, y tía Beatriz. No se sabe hasta el Rapid Fire de dos, pero Astrid Rosenbloom también estaba allí. 
William McIntyre les muestra un video de Grace Cahill diciéndoles que no están al borde de su desafío más grande. Sr. McIntyre dice entonces que tiene una opción, un millón de dólares, o la oportunidad de ser el más grande en la historia de Cahill, y les da cinco minutos para decidir. Dan quiere el dinero para las tarjetas de béisbol, mientras que Amy quiere la oportunidad para ser el más grande orgullo. A continuación, los Kabras tratarán de disuadirlos de tomar el desafío. Entonces la gente de la lectura se deciden por el Sr. McIntyre que la gente como Abraham Lincoln, Harry Houdini y Lewis y Clark son Cahill. Al final, Amy y Dan toman la oportunidad de elegir y recibir un sobre cerrado que tienen instrucciones de no abrir. A continuación, los Holt, Alistair, estorninos, y Spasky todos aceptaron el desafío. 
En el sobre dice: "Resolución: La letra pequeña de adivinar. Busca a Richard S". Como Amy y Dan reflexionar sobre lo que esto significa, los estorninos, Holts, Kabras, e Irina salen. Mientras tanto, Guillermo da la última advertencia de la gracia de los niños, "Cuidado con los Madrigales". A continuación, Laura va a la biblioteca, pero no encuentra nada allí, pero Dan abre un pasadizo secreto en la biblioteca de Grace, donde Alistair y encuentra una copia del Almanaque del pobre Richard. Ellos dan a Alistair a la vista, pero en ese momento la mansión se incendia. Apenas escapan a través de las rejillas de ventilación (Dan agarra el gato de Grace, Saladino y Amy, una caja de joyas mientras escapan) y vuelven a casa, donde convencen a Nellie de ser su acompañante para su viaje. A continuación, se dirigen al Instituto Franklin, y luego a Francia.
En Francia rechazan la oferta de Jonás el Asistente y siguen a Irina Spasky, que, debido a una cadena de robos, ahora tiene el almanaque. Irina cayó en una trampa en una isla, pero fueron salvados por los impredecibles Holts. Después de su escape, Amy y Dan le dicen a Nellie todo acerca de las 39 pistas, y esta decide ayudarlos. Con su información, los Cahill irán a las Catacumbas de París. Encuentran unos huesos que tienen números en ellos, un juego de la caja con el número mágico, plantado allí por Franklin para dar las coordenadas a la siguiente pista. Esto les lleva a una iglesia donde se encuentra una habitación con un mural de los cuatro Cahill originales, después de que los cuatro integrantes Cahill se nombran.
En el interior del jarrón en la habitación hay un pequeño frasco, con palabras revueltas en él.

### Personajes Principales
- Amy (14 años) y Dan Cahill (11 años) son los protagonistas de la serie. Son los nietos de Grace Cahill. Se convirtieron en huérfanos cuando sus padres murieron en un incendio siete años antes. Desde entonces, han estado bajo el cuidado de su tía Beatriz, antes de viajar a encontrar las 39 pistas. Los dos tienen ojos de color verde jade, pero Amy tiene pelo castaño rojizo, mientras que Dan tiene un color rubio oscuro.
- Grace Cahill es la abuela Cahill. Ella ha viajado por todo el mundo y se estableció en Attleboro, Massachusetts. El Laberinto de los huesos comienza con una escena de su muerte, y en el último minuto, la voluntad de cambiar su testamento.
- Nella Rossi es la niñera de los hermanos Cahill, Amy y Dan la convencen para que sea su tutor en las 39 pistas, sin saberlo, más tarde decide ayudar a los niños. Ella es de ascendencia italiana y francesa.
- William McIntyre es el misterioso abogado de Grace Cahill, asesor, y "el confidente más cercano de la mitad de su vida". Él es uno de los hombres aliados más confiables de los hermanos Cahill.

## Los temas principales
Los temas principales de la novela son el talento y el poder. Los miembros históricos de la familia Cahill son talentosos. Cada integrante tiene talentos específicos en un área determinada. Ekaterina, por ejemplo, tiene talento en el área de la tecnología. Los miembros de cada uno de los equipos de la familia tienen algún talento. No obstante, Amy y Dan son vistos como las principales amenazas. En el transcurso del libro de Amy y Dan descubren sus talentos únicos. La premisa de la serie es que la persona que encuentre la solución a las pistas alcanzará una cantidad excesiva de poder.

## Recepción
The Maze of Bones reunió unas críticas muy positivas, generando optimismo por el resto de la serie. Encabezó la lista de ventas de los mejores libros infantiles del New York Times el 28 de septiembre de 2008, permaneciendo en ella durante 24 semanas. 
Publishers Weekly dijo que "mezcla las proporciones exactas de suspenso, peligro y rompecabezas" y que era una "lectura jovial", si bien, señaló que "la historia no termina tanto como caer por un precipicio". 
School Library Journal dijo que es un "Libro deslumbrante", "está sólidamente sobre sus propios pies y va a satisfacer al mismo tiempo despertando el apetito para más." 
María Quattlebaum escribió para el diario The Washington Post, diciendo que "aunque la personalidad de los familiares villanos es más bien plana, las curiosidades históricas y el movimiento rápido de la trama hará que los lectores se queden enganchados".
Austin Grossman escribió para The New York Times, donde dio un repaso general, diciendo que la premisa de la serie fue "espectacular y atractiva al instante", aunque comentó que Amy y Dan eran "personajes agradablemente defectuosos, sin lugar a dudas se centran, agrupados, la calidad de fabricación - como lo hace, seamos sinceros, todo el libro". También descubrió los personajes secundarios que se compone de los estereotipos y la escritura "suave con cuidado, como si no se fiaba de sus lectores lo suficiente".